# Lloret de raquetes de Mindoro
El lloret de raquetes de Mindoro (Prioniturus mindorensis) és una espècie d'ocell de la família dels psitàcids que habita la selva humida, a les terres baixes de Mindoro. Ha estat considerat coespecífic de Prioniturus discurus.